# Victor Louis

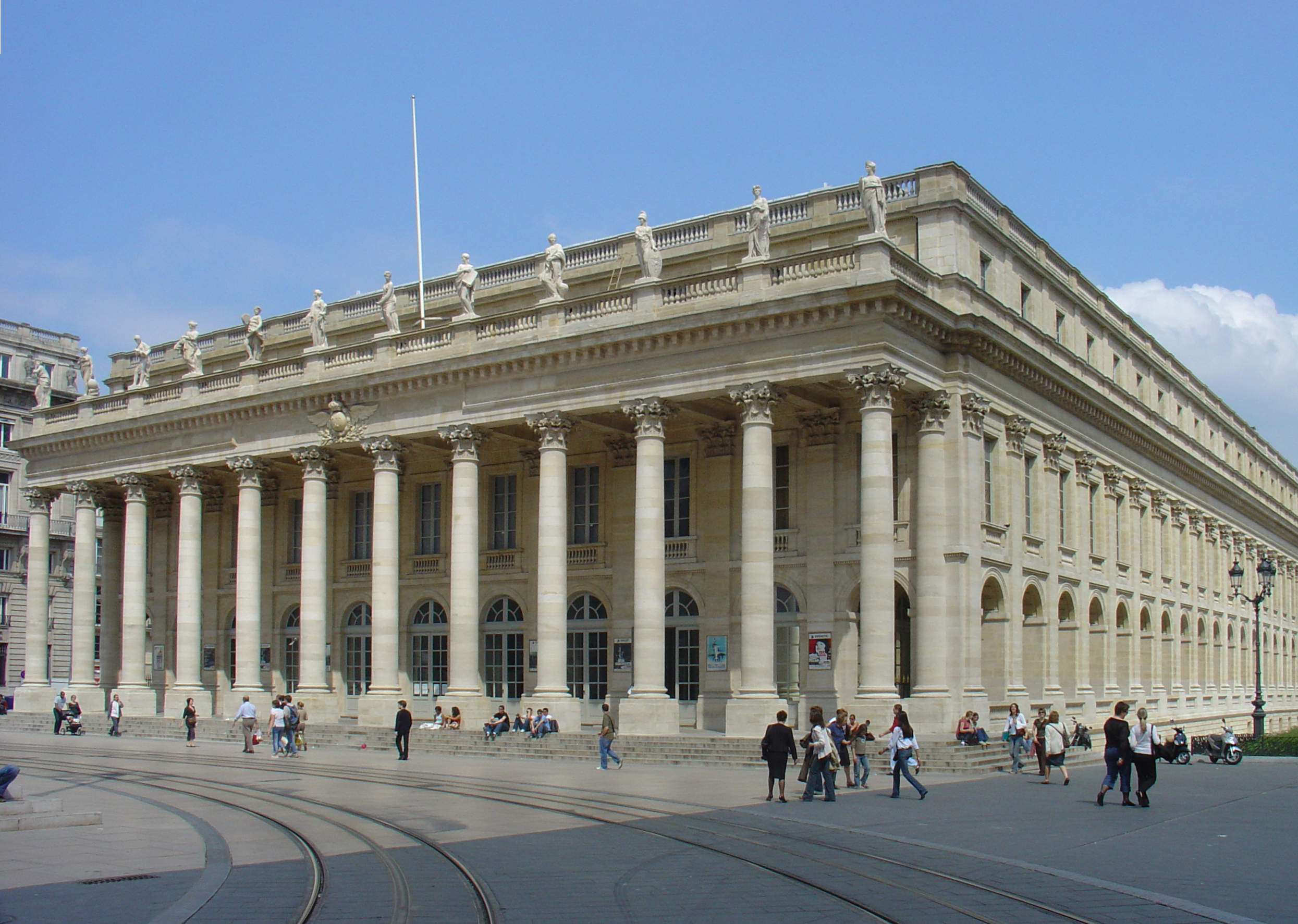
Teatr w Bordeaux

Victor Louis (ur. 10 maja 1731 w Paryżu, zm. 2 lipca 1800 tamże) – francuski architekt wczesnoklasycystyczny.
Uczył się w Paryżu; w 1755 roku otrzymał Prix de Rome. W 1765 roku przybył do Polski, by zaprojektować dla króla Stanisława Augusta Poniatowskiego przebudowę Zamku Królewskiego w Warszawie (zrealizowaną częściowo). Po powrocie do Francji wykonał swoje główne dzieło: Teatr Wielki w Bordeaux (1773-1780). Był także autorem m.in. budynku prefektury w Besançon (1771-1778) i przebudowy Palais-Royal (1786-1790).